# 秋田市立秋田商業高等学校
秋田市立秋田商業高等学校（あきたしりつあきたしょうぎょうこうとうがっこう）は、秋田県秋田市に所在する市立の商業高等学校。通称、秋商（あきしょう）。

## 設置学科
- 商業科
  - 会計コース
  - 流通経済コース
  - 情報コース

## 概要
秋田で最も古い歴史を持つ商業高校。部活動が盛んで、野球部、サッカー部、レスリング部、水泳部、吹奏楽部（マーチング）など全国レベルで活躍する部が多数あり、プロスポーツ選手も輩出している。商業系の科目を重視しており、様々な資格の取得にも力を入れている。

毎年10月に産業教育の一環として、生徒が地元企業と連携し、企画・開発した商品を販売する「AKISHOP」を開催。生徒が考えたお菓子や食品の販売を秋田駅前、秋田市民市場などで生徒が対面販売を行う。

## 歴史
- 1920年（大正9年）4月25日 - 「秋田市商業学校」として開校。
- 1924年（大正13年）4月25日 - 楢山校舎落成式を挙行する
- 1942年（昭和17年）4月1日 - 「秋田市立土崎商業学校」が併合される。
- 1944年（昭和19年） - 秋田市立工業学校の設置に伴い一時募集停止。
- 1946年（昭和21年） - 募集再開。
- 1946年（昭和21年）9月9日 - 茨島校舎に移転する
- 1948年（昭和23年）4月1日 - 「秋田市立商業高等学校」に改称。この時から男女共学開始。
- 1957年（昭和32年）3月22日 - 八橋校舎に移転する
- 1961年（昭和36年）4月1日 - 現在の名に改称。
- 1978年（昭和53年）11月10日 - 現在地に移転[1]。
- 1998年（平成10年）4月1日 - 26年ぶりに男女共学制復活。（AB：会計 CD：流通経済 EF：情報処理）

## 部活動の歴史
- 1962年（昭和37年）8月6日 - レスリング部 - 第9回全国高校総体 学校対抗戦 準優勝
- 1965年（昭和40年）8月6日 - レスリング部 - 第12回全国高校総体 学校対抗戦 準優勝
- 1966年（昭和41年）8月5日 - レスリング部 - 第13回全国高校総体 学校対抗戦 3位入賞
- 1968年（昭和43年）8月 - サッカー部 - 高校総体 優勝
- 1969年（昭和44年）8月3日 - レスリング部 - 第16回全国高校総体 学校対抗戦 3位入賞
- 1973年（昭和48年）8月3日 - レスリング部 - 第20回全国高校総体 学校対抗戦 初優勝
- 1979年 (昭和54年）10月16日 - レスリング部 - 佐藤満が全国選抜、インターハイ、国体において優勝し高校三冠達成
- 1984年（昭和59年）
  - 3月30日 - レスリング部 - 第27回全国高校選抜 学校対抗戦 準優勝
  - 8月2日 - レスリング部 - 秋田インターハイ 学校対抗戦 準優勝
- 1987年（昭和62年）
  - 3月29日 - レスリング部 - 第30回全国高校選抜 学校対抗戦 3位入賞
  - 8月2日 - レスリング部 - 北海道インターハイ 学校対抗戦 準優勝
- 1989年（平成元年）11月23日 - 吹奏楽団 － 吹奏楽連盟 第2回全日本マーチングフェスティバル出場 優秀賞
- 1991年（平成3年）
  - 3月29日 - レスリング部 - 第34回全国高校選抜 学校対抗戦 3位入賞
  - 8月3日 - レスリング部 - 第38回全国高校総体 学校対抗戦 3位入賞
- 1992年（平成4年）
  - 3月29日 - レスリング部 - 第35回全国高校選抜 学校対抗戦 準優勝
  - 8月8日 - レスリング部 - 第39回全国高校総体 学校対抗戦 準優勝
- 1993年（平成5年）
  - 3月30日 - レスリング部 - 第36回全国高校選抜 学校対抗戦 3位入賞
  - 8月2日 - レスリング部 - 第40回全国高校総体 学校対抗戦 3位入賞
- 1994年（平成6年）
  - 3月28日 - レスリング部 - 第37回全国高校選抜 学校対抗戦 準優勝
  - 8月2日 - レスリング部 - 第41回全国高校総体 学校対抗戦 3位入賞
- 1995年（平成7年）3月28日 - レスリング部 - 第38回全国高校選抜 学校対抗戦 準優勝
- 1996年（平成8年）11月24日 - 吹奏楽団 － 吹奏楽連盟 第9回全日本マーチングフェスティバル出場 優秀賞 ウエスト・サイド・ストーリー
- 1997年（平成9年）
  - 11月23日 - 吹奏楽団 － 吹奏楽連盟 第10回全日本マーチングフェスティバル出場 優秀賞 ウォルト・ディズニー（主としてライオン・キング）
  - 7月26日 - 硬式野球部 － 第79回高校野球選手権 秋田県大会決勝 ○秋商 17 - 2 ●金足農 投手：石川雅規（S55以来17年ぶり11度目）
- 1998年（平成10年）7月26日 - 硬式野球部 － 第80回高校野球選手権 秋田県大会決勝 ●秋商 16 - 17 ○金足農 投手：伊藤大悟-信田道輝-荻原雄介
- 1999年（平成11年）11月21日 - 吹奏楽団－吹奏楽連盟 第12回全日本マーチングフェスティバル出場 優秀賞 ミュージカル「アニー」＋スーパーカリフラジリスティックエクスピアリドーシャス
- 2000年（平成12年）7月26日 - 硬式野球部－第82回高校野球選手権 秋田県大会決勝 ○秋商 13 - 2 ●経法大付 投手：（3年ぶり12度目）
- 2002年（平成14年）
  - 3月28日 - レスリング部 - 第45回全国高校選抜 学校対抗戦 準優勝
  - 8月3日 - レスリング部 - 茨城インターハイ 学校対抗戦 3位入賞
  - 7月24日 - 硬式野球部－第84回高校野球選手権 秋田県大会決勝 ○秋商 21 - 4 ●秋田南 投手：（2年ぶり13度目、大会史上最多得点）
- 2004年（平成16年）
  - 3月28日 - レスリング部 - 第47回全国高校選抜 学校対抗戦 準優勝
  - 7月26日 - 硬式野球部－第86回高校野球選手権 秋田県大会決勝 ○秋商 3 - 1 ●本荘 投手：佐藤剛士（2年ぶり14度目）
  - 10月25日 - レスリング部 - 宮原崇が全国選抜、インターハイ、国体において優勝し高校三冠達成
  - 11月21日 - 吹奏楽団－吹奏楽連盟 第17回全日本マーチングフェスティバル出場 銅賞
- 2005年（平成17年）7月25日 - 硬式野球部－第87回高校野球選手権 秋田県大会決勝 ○秋商 9 - 8 ●金足農 投手：佐藤洋（2年連続15度目）
- 2006年（平成18年）
  - 3月28日 - レスリング部 - 第49回全国高校選抜 学校対抗戦 初優勝
  - 8月3日 - レスリング部 - 近畿インターハイ 学校対抗戦 2度目の優勝
  - 10月21日 - サッカー部 - 第85回高校サッカー選手権 秋田県大会決勝 ○秋商 6 - 2 ●秋田南 （2年ぶり35度目）
  - 11月19日 - 吹奏楽団－吹奏楽連盟 第19回全日本マーチングフェスティバル出場 銅賞
- 2007年（平成19年）
  - 3月28日 - レスリング部 - 第50回全国高校選抜 学校対抗戦 準優勝
  - 8月3日 - レスリング部 - 佐賀インターハイ 学校対抗戦 2年連続3度目の優勝
- 2009年（平成21年）8月4日 - レスリング部 - 近畿インターハイ 学校対抗戦 3位入賞
- 2010年（平成22年）
  - 3月28日 - レスリング部 - 第53回全国高校選抜 学校対抗戦 3位入賞
  - 8月3日 - レスリング部 - 沖縄インターハイ 学校対抗戦 準優勝
- 2015年 - 硬式野球部 - 第97回全国高等学校野球選手権大会出場。成田翔を擁しベスト8。
  - 2回戦 龍谷高校 3-1 ⚪︎
  - 3回戦 健大高崎高校 4-3 ⚪︎
  - 準々決勝 仙台育英学園高校 3-6 ⚫︎
- 2016年（平成28年）8月3日 - レスリング部 - 中国インターハイ 学校対抗戦 3位入賞し7年ぶりにメダル獲得
- 2017年（平成29年）
  - 2月4日  - レスリング部 - 第56回高松宮杯東北高校選抜大会で優勝し学校対抗戦9連覇を達成（通算26回目の優勝）
  - 3月28日 - レスリング部 - 第60回全国高校選抜大会 学校対抗戦 準優勝
  - 6月24日 - レスリング部 - 第63回東北高校選手権で優勝し学校対抗戦9連覇を達成（通算21回目の優勝）
  - 7月2日 - レスリング部 - 学校体育館で、カリフォルニア州選抜レスリングチームを招いて第56回日米高校親善レスリング秋田大会を学校体育館で開催[2]
  - 7月31日 - レスリング部 - 南東北インターハイ 学校対抗戦 2年連続3位入賞
- 2019年（平成31年）1月3日 - サッカー部 - 第97回全国高等学校サッカー選手権大会に出場。ベスト8に進出。
  - 1回戦 四日市中央工業高校 2-0 ⚪︎
  - 2回戦 富山第一高校 1-0 ⚪︎
  - 3回戦 龍谷高校 1-1（PK4-2） ⚪︎
  - 準々決勝 流通経済大学付属柏高校 0-1 ⚫︎
- 2021年（令和3年）
  - 3月25日 - レスリング部 - 第64回全国高校選抜大会 学校対抗戦 3位入賞

## 出身者

### 野球
- 赤根谷飛雄太郎（法政大学→急映フライヤーズ、元本校監督）
- 渡辺敬蔵（元プロ野球選手）
- 渡辺誠太郎（元プロ野球選手）
- 嵯峨健四郎（元プロ野球選手）
- 三平晴樹（元プロ野球選手）
- 佐々木吉郎（プロ野球選手）
- 石戸四六（プロ野球選手）
- 成田光弘（1961年3月卒、大毎オリオンズ→阪急ブレーブス）
- 池田昭（1973年3月卒、阪急ブレーブス）
- 武藤一邦（1976年3月卒、南海に指名されたが入団せず）、法政大学→ロッテオリオンズ）
- 高山郁夫（1981年3月卒、日本ハムに指名されたが入団せず）、プリンスホテル→西武ライオンズ）
- 水沢薫（1983年3月卒、河合楽器→元読売ジャイアンツ）
- 石川雅規（1998年3月卒、青山学院大学→東京ヤクルトスワローズ）
- 田村彰啓（2001年3月卒、元広島東洋カープ）
- 佐藤剛士（2005年3月卒、元広島東洋カープ）
- 成田翔（2016年3月卒、千葉ロッテマリーンズ→東京ヤクルトスワローズ）

### サッカー
- 平沢周策（1966年3月卒、日立製作所本社サッカー部 元日本代表）
- 足利道夫（1968年3月卒、三菱重工サッカー部 元日本代表）
- 田口光久（1973年3月卒、三菱重工サッカー部 元日本代表）
- 熊林親吾（2000年3月卒、ジュビロ磐田→湘南ベルマーレ→横浜F・マリノス→ベガルタ仙台→徳島ヴォルティス→ザスパ草津→ブラウブリッツ秋田）
- 清野智秋（2000年3月卒、ジュビロ磐田→静岡FC→コンサドーレ札幌）
- 山内友喜（2001年3月卒、名古屋グランパスエイト→ベガルタ仙台）
- 加賀健一（2002年3月卒、ジュビロ磐田→コンサドーレ札幌→ジュビロ磐田→FC東京→浦和レッズ→モンテディオ山形→ブラウブリッツ秋田）
- 富樫豪 (ブラウブリッツ秋田)
- 熊谷智哉（広東語版）（2006年3月卒、ジェフユナイテッド市原・千葉→V・ファーレン長崎→三菱重工長崎サッカー部）
- 下田光平（2008年3月卒、FC東京→水戸ホーリーホック→FC東京→FC町田ゼルビア→V・ファーレン長崎→ブラウブリッツ秋田）

### レスリング
- 柳田英明 (1965年3月卒、レスリング部 ミュンヘン五輪フリースタイル57kg級で金メダル）
- 石田和春 (1967年3月卒、レスリング部 ミュンヘン五輪グレコローマン48kg級5位）
- 太田章（1976年3月卒、レスリング部　早稲田大学→モスクワ・ロサンゼルス・ソウル・バルセロナ五輪代表）
- 佐藤満（レスリング部、ソウル五輪フリースタイル52kg級で金メダル）
- 桜庭和志　（総合格闘家 - 1988年3月卒、レスリング部 中央大学→髙田道場）
- 片山貴光 (1991年3月卒、レスリング アトランタ、シドニー五輪代表)

### その他の分野
- 加藤一夫（経済学者、元静岡大学学長）
- 湊貴信（由利本荘市長）
- 加藤鷹（1978年3月卒、元AV男優、タレント、実業家）
- 高田由香（歌手、rhythmic）
- 小林陽一 (ジャズドラマー)